# Gojčo
Gojčo (oder Gojslav) war zwischen 1059 und 1069 der sechste Ban des mittelalterlichen Königreiches Kroatien.
Er folgte in diesem Amt Stjepan Praska nach.
Er war vielleicht ein Bruder von König Petar Krešimir IV. dem Großen, dem man nachsagt, er habe seinen Bruder Gojslav ermordet. Laut einigen Historikern sind Gojčo und Gojslav dieselbe Person.
Sein Nachfolger wurde Dmitar Zvonimir, der spätere König von Kroatien.